# Befana

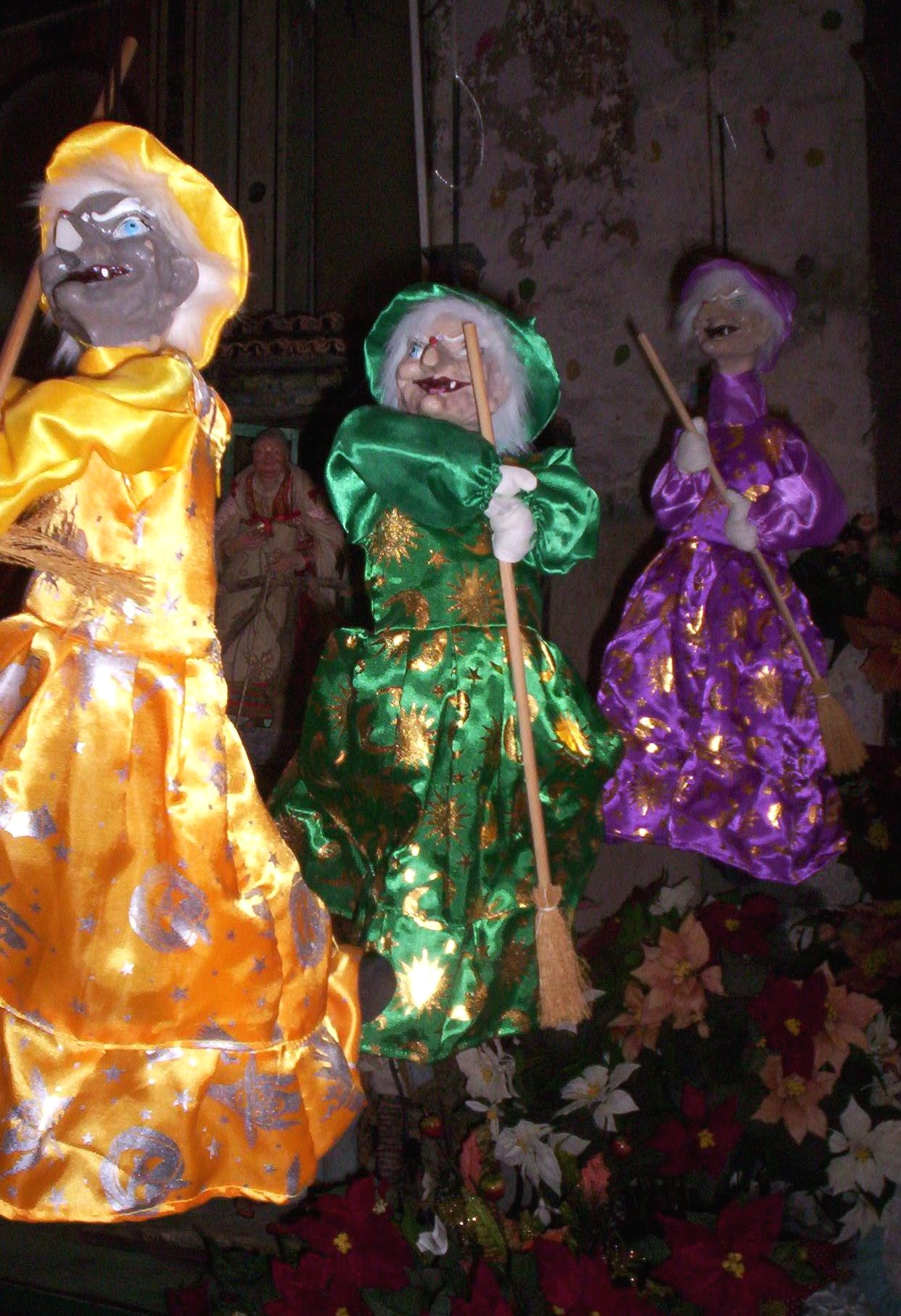
Befana.

A Befana é uma personagem do folclore italiano, semelhante a Nicolau de Mira ou Pai Natal. A personagem pode ter-se originado em Roma, e depois estender-se como tradição por toda a Itália peninsular e no Ticino e outras partes italófonas da Suíça. 
De acordo com a tradição, uma mulher muito velha que voa em uma vassoura desgastada, semelhante a uma bruxa, visita as crianças na noite entre 5 e 6 de janeiro (a noite da Epifania) e preenche as meias deixadas por elas na lareira ou perto de uma janela.
Em geral, as crianças que se comportaram bem durante o ano, receberão doces, frutas secas ou pequenos brinquedos e aqueles que se comportaram mal encontrarão meias cheias de carvão ou alho.

## Origem
Uma crença popular é que seu nome provém da celebração da Epifania, todavia, evidências sugerem que a Befana deriva da deusa sabina/romana denominada Strina. No livro "Vestiges of Ancient Manners and Customs, Discoverable in Modern Italy and Sicily", do reverendo John J. Rom (John Murray, 1823), o autor diz:
Esta Befana parece ser herdeira de uma deusa pagã denominada Strenia, que patrocinava os presentes de ano novo, "Strenae", da qual, de fato, provém o seu nome. (D. Augustin., De Civit. Dei, lib. iv. c. 16.) Os seus presentes eram do mesmo tipo dos da Beffana - figos, tâmaras e mel. (Ov. Fast. i. 185.) Além disso, as suas celebrações recebiam forte oposição dos primeiros cristãos, pelo seu caráter barulhento, agitado e licencioso (vide Rosini, ed. Dempster. lib. i. c.13, De Dea Strenia, pàgina 120).— John J. Rom, "Vestiges of Ancient Manners and Customs, Discoverable in Modern Italy and Sicily"
Segundo o folclore popular, a Befana visita todas as crianças da Itália na noite de 5 para 6 de janeiro, para encher de caramelos suas meias (se comportaram-se bem), ou com pedaços de carvão (se foram mal-comportadas). Sendo uma boa dona de casa, diz-se que varrerá o piso antes de sair. A tradição recomenda que as crianças da casa deixem uma garrafinha de vinho e uma porção de um prato típico ou local para a Befana.
A Befana é representada como uma velhinha de xaile negro, coberta de fuligem porque entra nas casas pela chaminé. Ela voa montada numa vassoura, sempre sorri, e carrega um cesto cheio de doces e presentes (ou carvão).

## Lenda
Segundo a tradição popular, os Três Reis Magos iam para Belém levar presentes para o Menino Jesus, e, em dúvida quanto ao caminho a seguir, resolveram pedir informações à uma velha. Ela tão pouco sabia o caminho, mas convidou os visitantes a pernoitar em sua casa. Na manhã seguinte, em agradecimento pela acolhida, eles a convidaram a segui-los e visitar o Menino, mas ela lhes disse que estava muito atarefada. Mais tarde, porém, arrependeu-se e seguiu pelo caminho tomado pelos Magos, mas nunca mais conseguiu reencontrá-los.
Desde então, diz a lenda que ela para em todas as casas que encontra pelo caminho, dando doces às crianças na esperança de que um deles seja o Menino Jesus.

## Poemas
Há diversos poemas sobre La Befana, os quais são conhecidos em versões ligeiramente diferentes por toda a Itália.
Primeira versão

La Befana vien di notte

Con le scarpe tutte rotte

Col vestito alla romana

Viva, Viva La Befana!

Uma tradução aproximada seria:
A Befana vem de noite

Com os sapatos quebrados

Vestida à moda romana

Viva, viva, a Befana!

Uma outra versão, dos moradores da província de Trento (lago de Garda setentrional)

Viene, viene la Befana

Vien dai monti a notte fonda

neve e gelo la circondan..

neve e gelo e tramontana!

Viene, viene la Befana

A tradução:
Vem, vem, a Befana

Vem dos montes a noite profunda

Neve e gelo a circunda

Neve e gelo e tramontana!

Vem, vem, a Befana